# Lacerna watersi
Lacerna watersi är en mossdjursart som beskrevs av Hayward och Thorpe 1989. Lacerna watersi ingår i släktet Lacerna och familjen Lacernidae. Inga underarter finns listade i Catalogue of Life.